# Colegiul Tehnic Feroviar din Bălți
Colegiul Tehnic Feroviar din Bălți este o unica instituție de învățământ mediu de specialitate în domeniul transportul feroviar din Republica Moldova. Tehnicumul feroviar stația Bălți a fost înființat în 1983 fiind în subordonarea Ministerului de Transport. Inițial, tehnicumul oferea elevilor 2 specialități: Exploatarea traseului feroviar și Automatica, telemecanica. În 1993 prin Hotărârea Guvernului Republicii Moldova, în baza tehnicumului, a fost deschis Colegiul Tehnic Feroviar din Bălți. În 1998, colegiul este transferat în subordonarea Ministerului de Educație Republicii Moldova. În prezent în colegiu sunt pregătiți specialiști în domeniu:
- Transport Feroviar
- Informatică
- Transport Auto

Colegiul dispune de o bază tehnico-materială necesară pentru pregătirea specialiștilor de calificare înaltă: bloc de studii și laboratoare, bibliotecă, sală sport și teren sportiv, atelier pentru instruirea în producere, poligon, cămin (în stare nu prea bună de trai) pentru 200 locuri, cantină (care nu funcționează de câțiva ani buni).
Din cei 59 de profesori ce activează în colegiul în anul 2015, 45 sunt titulari, inclusiv 6 profesori dețin gradul didactic superior, 7 profesori dețin gradul didactic I și 23 de profesori - gradul didactic II.

## Administrație
- Alexandru Beleacov - director
- Ala Lupu - director adjunct
- Macovei Natalia - director adjunct pe educație
- Boris Oleinic - director adjunct gospodărie
- Corina Vasilos - șef de secție ”Transport Feroviar”
- Frasîniuc Doina - șef secție ”Informatică și Transport Auto”

## Catedre
- Catedra „Discipline socio-umanistice”
- Catedra „Discipline fundamentale”
- Catedra ” Discipline de specialitate”
- Catedra „Informatica și discipline TIC”